# Szent István Gimnázium (Esztergom)
A Szent István Gimnázium 1687 és 2010 között Esztergomban működött iskola volt. Az évszázadok alatt többször költözött, vagy nevet változtatott. A 2006/2007-es tanévig a Kis-Duna-sétány 1. szám alatt működött a Vízivárosban. Az iskola megszűnése előtt a tanulólétszám 404 fő volt. Itt volt az ország egyik legjelentősebb fizikai tantárgytörténeti gyűjteménye. A gimnáziumot 2010-ben összevonták a Bottyán Szakközépiskolával és a Petőfi Sándor Általános iskolával Szent Imre Általános Iskola, Gimnázium és Szakközépiskola néven.

## Története

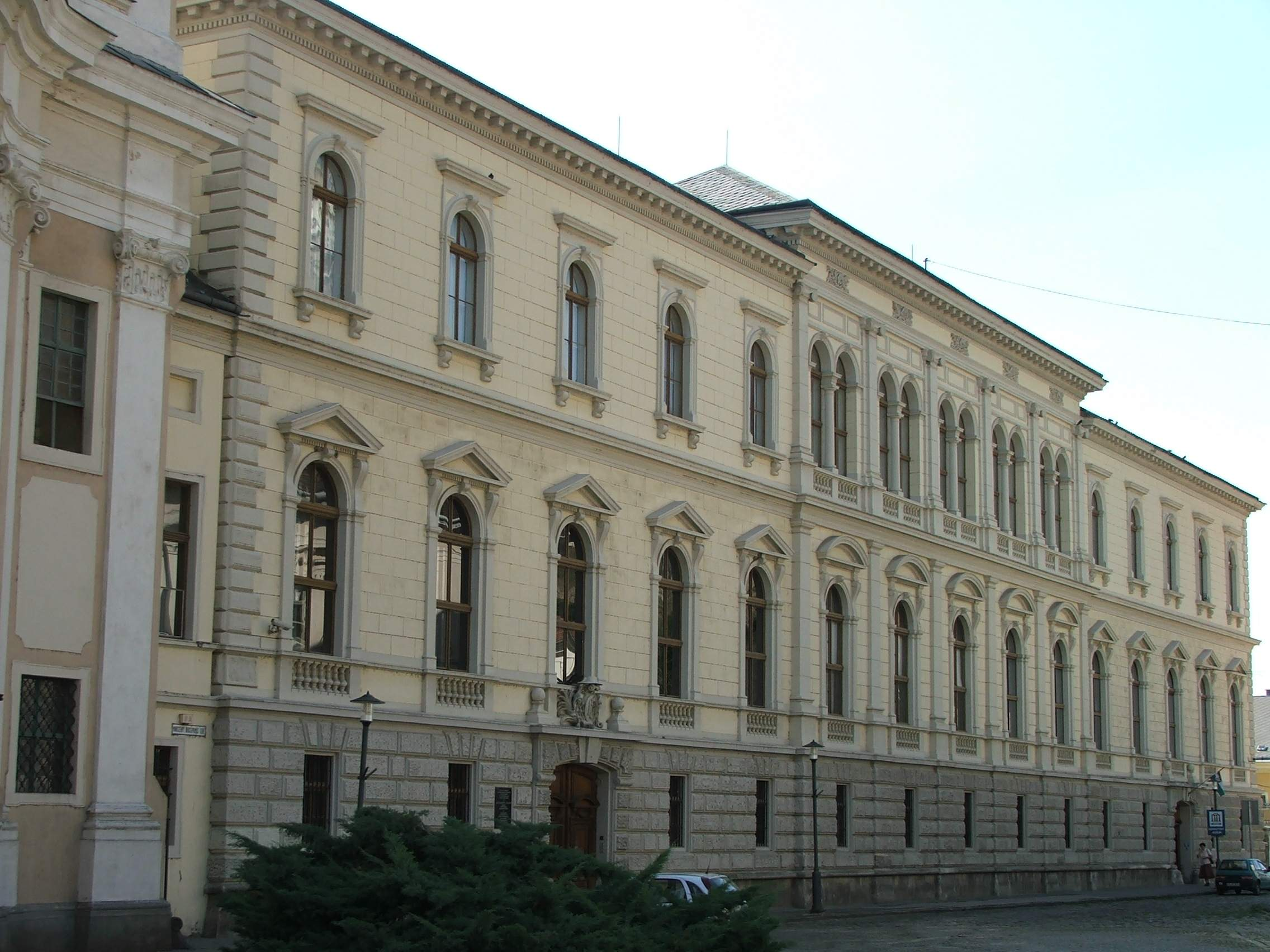
Az iskola első épületének alapjaira épült a prímási palota

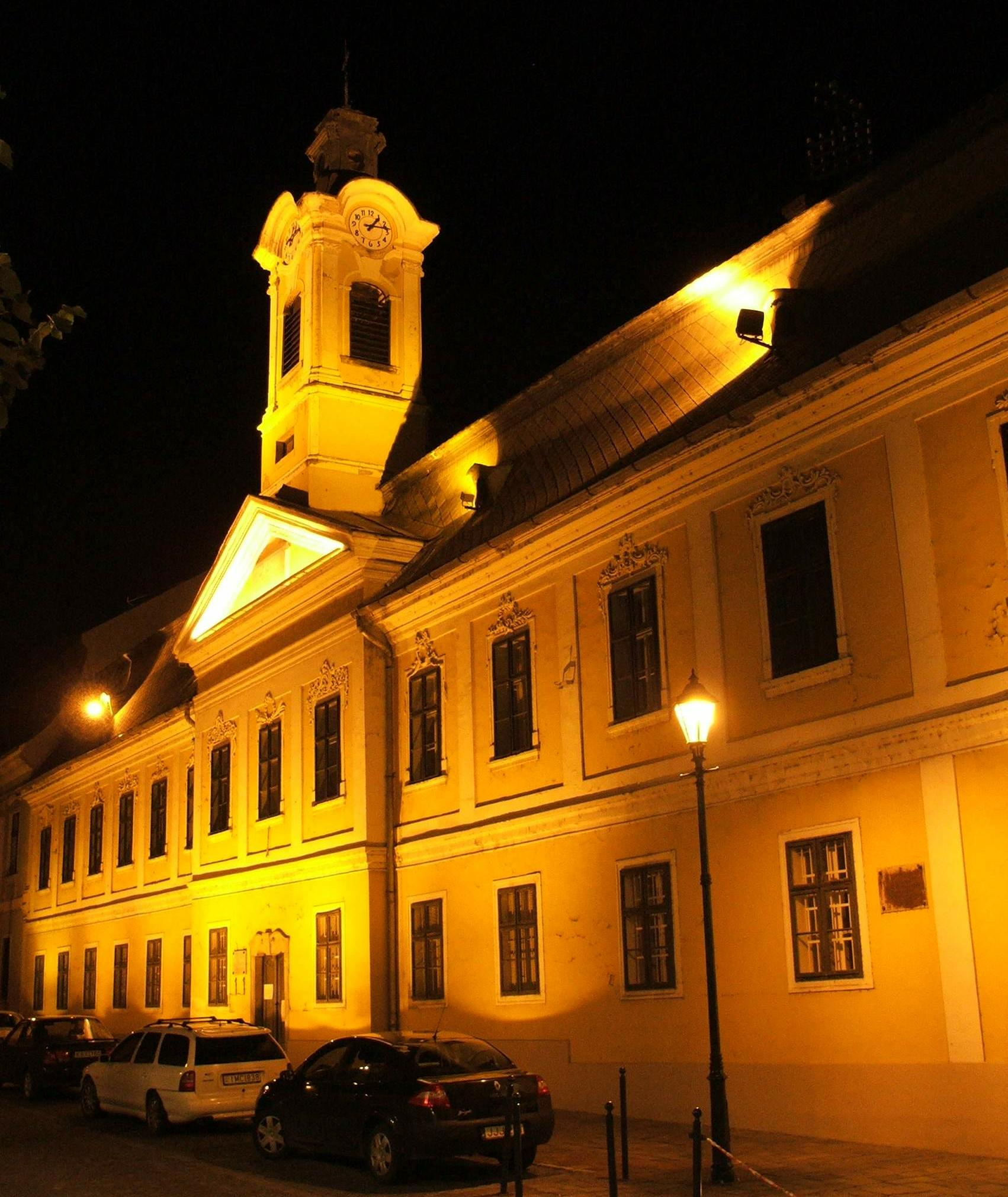
A városháza Bottyán János utcai épületrészébe költözött 1778-ban

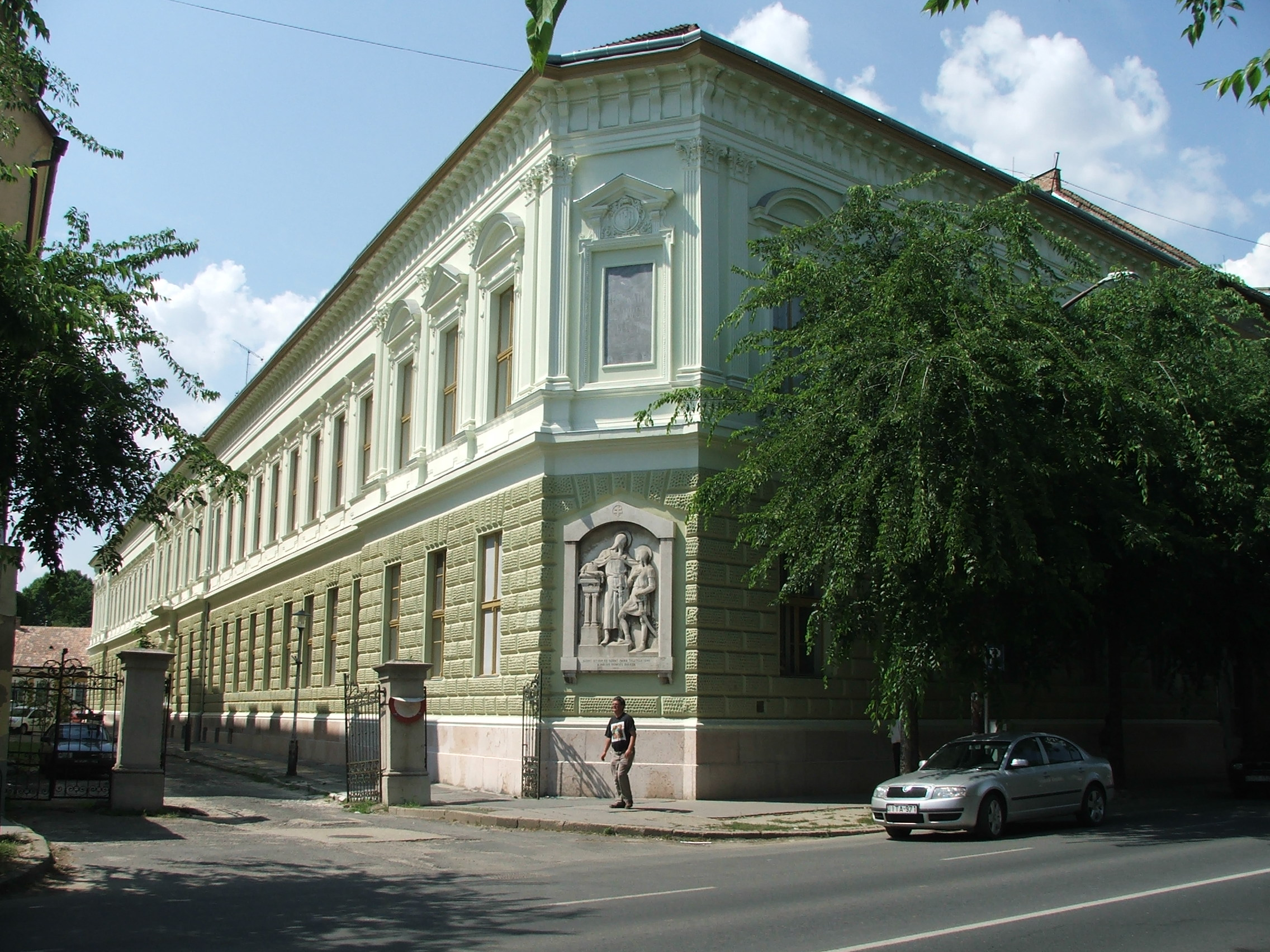
A bencés gimnázium egykori épülete, ma ESZC Bottyán János Technikum

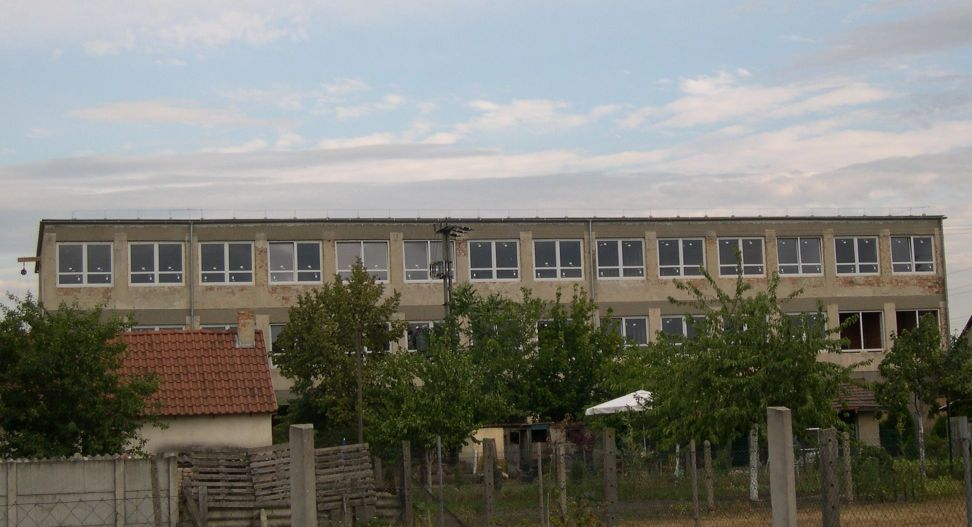
A volt Hell-épület, ahol közvetlenül a megszűnése előtt folyt az oktatás

Miután 1683-ban Esztergom végleg felszabadult a török uralom alól, Széchényi György esztergomi érsek alapítványt hozott létre, hogy a városban jezsuita gimnáziumot alapítson. Ebből a pénzből épült a Vízivárosi plébániatemplom melletti rendház és gimnázium. Az épület alapjaira épült később a prímási palota. Az építkezés befejeztével az iskola 1696-ban nyitotta meg kapuit két osztállyal. Harmadik osztályt csak 1729-ben indítottak. Az iskola kezdetben csupán 3-4 tagú tanári testülettel működött. A tanítás a Rákóczi-szabadságharc ideje alatt szünetelt, és csak 1715-ben indult újra. Miután XIV. Kelemen pápa 1773-ban feloszlatta a rendet, a gimnáziumot átvették a ferencesek, pálosok, a volt jezsuiták és a nem szerzetes papok.
1775-ben Mária Terézia rendeletének értelmében átszervezték a középiskolai oktatást. Ettől kezdve a három grammatikai osztályra egy poétikai és egy retorikai osztály épült. A gimnázium tanárai a nagyszombati egyetem diákjai közül kerültek ki. Az iskola először 1778-ban költözött a mai városháza melletti Bottyán János utcai épületbe. Miután 1786-ban  II. József eltörölte a szerzetesrendek többségét, a tanítást civil tanárok vették át egészen 1802-ig, amikor összesen 41 bencés szerzetes térhetett vissza a rendelet eltörlésével. A személyi állomány folyamatosan növekedett, ami gyakran az oktatás minőségére ment. Az iskola 1849-ig működött így. Addig az oktatás színvonala folyamatosan emelkedett a hatosztályos gimnáziumban. 1849-ben az iskolákat központilag átszervezték. A jobb körülmények között működőeket főgimnáziummá, a rossz körülmények között működőeket négyosztályos algimnáziummá. Az esztergomi középiskola algimnázium lett. Ekkor a bencések lemondtak a nagyszombati gimnáziumukról az esztergomi javára. Az így felszabadult személyi állománnyal és anyagi eszközökkel jobb feltételeket tudtak teremteni. Ennek köszönhetően három év múlva nyolcosztályos főgimnáziummá minősítették át az iskolát, sőt 1853 januárjában a városi tanács már egy új alreáltanoda, a Szent Imre Gimnázium létesítését határozta el. A rendelet szerint a bencés gimnáziumban a tanárok száma 12 volt, akik közül egyik az igazgatói posztot is betöltötte. Ebben az időben rakták le a kémia laboratórium,  a biológiai gyűjtemény, az iskolakönyvtár, az ásványgyűjtemény és a mára értékes fizikai szertár alapjait. Ezért, és a diákok számának növekedése miatt az intézmény kinőtte addigi épületét is. 1878. október 2-án Prokopp János városi építész tervei alapján, Kovács Ferenc kivitelezésében megkezdték egy új gimnáziumépület építését, amit 1880 szeptemberében át is adtak. Az épület korszerű, tágas, jól felszerelt volt előadótermekkel, szertárral, szellőztető berendezéssel, de a kivitelezés hibája miatt 1895-ben elrendelték lebontását, mert életveszélyesnek és javíthatatlannak bizonyult. Az iskola kénytelen volt az addigi járásbíróság épületébe költözni. Az elbontott épület újjáépítése 1899-ben kezdődött, és 1900-ban adták át újra ünnepélyes keretek között. Itt zajlott tovább az oktatás, amit megakasztott az első világháború és az őszirózsás forradalom. Tanárok és diákok egyaránt haltak meg illetve estek hadifogságba ezekben az években. 1913. március 12-én itt alakult meg az első vidéki cserkészcsapat, a 14-es holló A bencés gimnáziumnak kiemelkedő volt vízicserkész-csapata, ami bejárta Európát, és több versenyen is kiemelkedően szerepelt. Az iskolát a második világháború alatt több bombatalálat érte. Négy terem, a folyosó és vele több falfreskó elpusztult, az épület jelentősen megrongálódott. Az 1944 őszén megszakadt tanévet 1945-ben folytatták összevont osztályokkal, hiányos tanári személyzettel. Az iskola ideiglenesen a tanítóképző épületében működött.

### Az államosított iskola
Az intézményt 1948-ban államosították, és 1951-ben átköltöztették Vízivárosba, a szintén államosított Boldog Margit Leánygimnázium és Líceum épületébe, ahol a 2006/2007-es tanév végéig működött. Az épületet ekkor még közösen használták a Dobó Katalin Gimnáziummal. A költözködés alatt több értékes könyv, régi, római kori pénzérmék is eltűntek. 1986-ban a diákok új gyűjteményt hoztak létre saját felajánlásaikkal. 1963-ig az iskola csak gimnáziumként működött egy humán és egy reál osztállyal, amikor szakközépiskolai osztályokat is bevezettek. Így az iskola kinőtte az épületet, és egyes tanulócsoportokat a város különböző épületeiben kellett elhelyezni. Ezen felül a szomszédos Dorog új gimnáziuma is az „Istvánhoz” tartozott. 1972-ben az utolsó gimnáziumi osztály is kifutott, és ettől kezdve csak szakképzéssel foglalkozott az iskola. Ekkor kapta az I. István Ipari Szakközépiskola nevet is. 1975-től indult meg a híradástechnikai képzés, ami fokozatosan leváltotta az 1977-ben utoljára induló gépgyártás-technológiai osztályt. Ötödéves technikai képzés 1985 óta folyik az intézményben. Az iskola 1987-ben ünnepelte fennállásának 300-adik évfordulóját, hasonlóan a budapesti II. Rákóczi Ferenc Gimnáziumhoz, amivel testvériskolai megállapodást írtak alá, bár azóta a megállapodás elhalt. Az ünnepségek május 27. és 29. között zajlottak tudományos előadásokkal, humoristákkal, író-olvasó találkozóval, csónakfelvonulással, sportvetélkedőkkel. Ekkor dőlt el, hogy újra indulhat a gimnáziumi képzés is 16 évnyi szünet után, ami a következő tanévtől meg is történt. Felállt a máig nagy sikerrel működő énekkar, és az iskola egyre inkább humán beállítottságú lett. 1989-ben a Dobó gimnázium elköltözött, és a megüresedett épületrészt az „István” kapta meg, így jutott hozzá a tornateremhez, laboratóriumhoz, díszteremhez, kémia- és biológiai előadótermekhez.

### A rendszerváltás után
Az egyházi kártalanítás fejében a Szatmári Irgalmas Nővérek Magyarországi Tartományfőnöksége visszakapta a vízivárosi épületet, ahol saját középiskolájukat, a Szent Erzsébetet indították el, ezért az Istvánnak 2007 szeptemberéig el kellett hagyni a belvárost, Esztergom-Kertvárosba, a volt Hell József Károly Műszaki Szakközépiskola épületébe költözött. A költözés során a fenntartó és az iskola között kialakult vita következményeként az iskola vezetőségét leváltották. Az iskolaközösség megmozdulásai az országos média érdeklődését is felkeltették.  A gimnázium 2010. július 1-jén megszűnt, jogutódja a Szent Imre Általános Iskola, Gimnázium és Szakközépiskola.

## Az Alma Mater híres diákjai

### A bencés gimnáziumban
- Baross Gábor, munka- és közlekedési, majd kereskedelmi miniszter
- Czuczor István Gergely bencés szerzetes, szótár-szerkesztő, az MTA tagja, a Kisfaludy Társaság alapító tagja
- Csiffáry Jenő kántortanító
- Fraknói Vilmos, A Nemzeti Múzeum könyvtárosa, az Akadémia főtitkára, alelnöke, múzeumok, könyvtárak országos főfelügyelője
- Gróh Gyula, kémikus, kutató, egyetemi tanár, az MTA tagja
- Hellebrand Béla ötvösművész[3]
- Janovszky László főgimnáziumi tanár
- Tiboczszeghi Horváth Géza, 48-as honvédhadnagy
- Katona Lajos (1862–1910) néprajzkutató, filológus, irodalomtörténész, az MTA tagja
- Kollányi Ágoston, Kossuth-díjas filmrendező
- Mészáros István, Apáczai-díjas egyetemi tanár, pedagógiai tudományok doktora
- Prohászka Ottokár, püspök, hittudós
- Rónay János Jácint, természettudós, bencés szerzetes tanár, országgyűlési képviselő, az MTA tagja
- Schenek István, kémikus, királyi bányafőtanácsos, az MTA tagja
- A Petőfi által is megírt földesúr, Pató Pál, az 1840-es években a Párkányi járási Szőgyén község jegyzője.

### A Szent (I.) István Gimnáziumban, illetve Szakközépiskolában
- Bihari Antal, operatőr, rendező
- Dr. Bohár László, orostudományok kandidátusa, izotóp diagnosztikus, radiológus szakorvos
- Dr. Érdi Bálint, csillagász, fizikai tudományok doktora
- Dr. Ferenczy Imre, orvos, az Eszperantó Világszövetség tiszteletbeli tagja.
- Gyarmati Tamás, villamosmérnök-tanár-közgazdász, a BMW Motor Club Budapest. alelnöke
- Győrössy Ferenc altábornagy, Szárazföldi Vezérkari főnök
- Dr. Hajdú József, diplomata, nagykövet
- Dr. Horváth István, régész, a Balassa Bálint Múzeum jelenlegi igazgatója
- Dr. Leitner József, mesteredző, a Magyar Diáksport Szövetség titkáta
- Maradi István, villamosmérnök, a Magyar Telekom Nyrt. műszaki vezérigazgató-helyettese
- Dr. Oláh J. Attila, a Berni Egyetem Anatómiai Intézetének professzora
- Pézsa Tibor, olimpiai bajnok vívó
- Dr. Ringler András, biológus, kutató
- Sárándi József, újságíró, József Attila-díjas költő, író
- Dr. Szabó Győző, a Vas Megyei Bíróság elnöke, a Legfelsőbb Bíróság elnökhelyettese, országos rendőrfőkapitány
- Szűcs György, a KIOSZ országos vezetőségi tagja, az IPOSZ elnöke
- Tettamanti Béla, Munkácsy Mihály-díjas, Brenner György-díjas grafikus
- Virág Jenő, a Komárom-Esztergom megyei önkormányzat művészeti főtanácsosa
- Dr. habil. Ringler András, középiskolai matematika-fizika tanár, a biológiai tudományok kandidátus, nyugalmazott tanszékvezető egyetemi docens

## Külső hivatkozások
- Hivatalos oldal
- Szigmédia portál
- Alternatív hivatalos oldal
- 320 éve itt vagyunk!